# Loblaw
Ne doit pas être confondu avec Loblaws.
Compagnies Loblaw Limitée ou Loblaw est une entreprise canadienne de grande distribution fondée en 1919 par T.P. Loblaw and Justin Cork.
C'est la plus grosse entreprise de distribution canadienne, devant Metro (Metro, Super C, Marché Adonis, Food Basics, Jean Coutu, Brunet) et Sobeys (IGA, Food Town).
Le groupe contrôle près de 2400 supermarchés, dans toutes les provinces du Canada. Il opère les supermarchés Loblaws, Freshmart, No Frills, T & T , Maxi, Provigo ainsi que les pharmacies Shoppers Drug Mart et Pharmaprix. 
Loblaw est détenu par la famille Weston (51%) via leur holding George Weston.   
Son siège est situé à Brampton en Ontario.

## Histoire
Loblaw a été fondée en 1919 par T.P. Loblaw et Justin Cork au début du commerce libre-service. Dans les années 1930, la chaîne comprenait 80 magasins.  
En 1947, George Weston prend le contrôle de l'entreprise, devenant le plus gros distributeur alimentaire au Canada et le 3e en Amérique du Nord. 
Loblaw Companies Ltd est mise en bourse en 1956 et, pendant les années 1970 et 1980, sont introduits ses marques et ses labels. 
De 1961 à 1971, il se lance dans la vente à escompte avec l'ouverture d'un magasin à la Sayvette. 
Loblaw a fait l'acquisition en 1998 de Provigo Distribution inc.
Loblaw lance son enseigne Real Canadian Superstore en Ontario, des magasins de plus de 13 000 m2 bien connus dans l'Ouest du Canada — et plus tard au Yukon. Plusieurs analystes ont vu cette opération comme une réaction à la menace de Wal-Mart, qui souhaite ouvrir des mégasurfaces au Canada.
En 2006, la société a déclaré une perte nette de 129 millions CAD, car les actifs de Provigo ont subi une dépréciation de 800 millions CAD. En 2007, elle a obtenu un bénéfice net de 330 millions CAD sur des ventes de 29,38 milliards CAD. Pour l'année financière de 2008, elle a dégagé un bénéfice net de 545 millions CAD. Pendant la même période, elle a vendu pour 30,8 milliards CAD.
En 2010, Pour l'ensemble de l'exercice, Loblaw a enregistré un bénéfice net de 656 millions, en hausse de 19,3 % par rapport à celui de 550 millions obtenu l'année précédente. Malgré tout, le 3 avril, Loblaw met en lock-out près de 400 employés du centre de distribution de Québec.
Le 15 juillet 2013, Loblaw a annoncé qu'il mettait la main sur la chaîne de pharmacies Shoppers Drug Mart, mieux connue sous le nom de Pharmaprix au Québec. Le montant de la transaction est évalué à 12,4 milliards de $,.
Le 21 mars 2015, Loblaw et ses enseignes, perde les accès réseaux provoquant du même coup, l'incapacité aux caisses enregistreuses de fonctionner. Attaque ou incompétence humaine, aucune information pour l'instant. Les sites web et les commerces ont été hors de fonction, dans tout le Canada, jusqu'à 10h08 EST.

## Principaux actionnaires
Au 2 mars 2020
| George Weston Limited                  | 51,6% |
| Jarislowsky, Fraser                    | 3,20% |
| Caisse de dépôt et placement du Québec | 2,18% |
| RBC Global Asset Management            | 1,93% |
| 1832 Asset Management                  | 1,48% |
| Willard Weston                         | 1,45% |
| The Vanguard Group                     | 1,41% |
| Fidelity (Canada) Asset Management     | 1,19% |
| TD Asset Management                    | 1,15% |
| Mackenzie Financial                    | 0,95% |

## Activité
Elle est le premier distributeur du Canada. Elle est également l'un des plus gros employeurs du Canada. 
Loblaw compte 1 100 points de vente (en propre ou franchisés), 800 en association et fournit 9 000 magasins indépendants.
L'entreprise fournit divers services via ses filiales, tel que PC Finance pour les finances, PC Assurances pour les assurances auto et habitation, PC Voyage pour organiser des voyages, et PC Mobile pour la téléphonie mobile. La compagnie fait affaire avec des partenaires pour offrir ces services, par exemple avec Bell Mobilité dans le cas de son service de téléphonie mobile. 

### Enseignes
- Atlantic Superstore
- Atlantic SuperValu
- SaveEasy
- Dominion-Superstores
- Extra Foods
- Freshmart
- Maxi
- Maxi et Compagnie
- Provigo
- Fortinos
- Loblaws
- Intermarché (Québec)
- Axep
- No Frills
- Real Canadian Superstore
- T & T Supermarché
- Valu-Mart
- Votre Épicier Indépendant
- Zehrs
- Club entrepôt
- Les entrepôts Presto
- Wholesale Club
- Pharmaprix

Ces enseignes ont une clientèle plutôt régionale, par exemple Fortinos opère uniquement dans certaines communes de l'Ontario.

### Marques maison
Loblaw possède plusieurs marques contrôlées ou label de qualité: Le Choix du Président, Délices du Marché et Sans nom avec une gamme de plus de 5 000 produits. Le Choix du Président a été un novateur, car ce fut le premier label de la grande distribution à rechercher la qualité élevée, contrairement aux autres enseignes plus tournées vers des produits génériques. Le label utilise fréquemment la publicité à la télévision et par voie postale pour lancer un nouveau produit de sa gamme.